# 鳥海修験

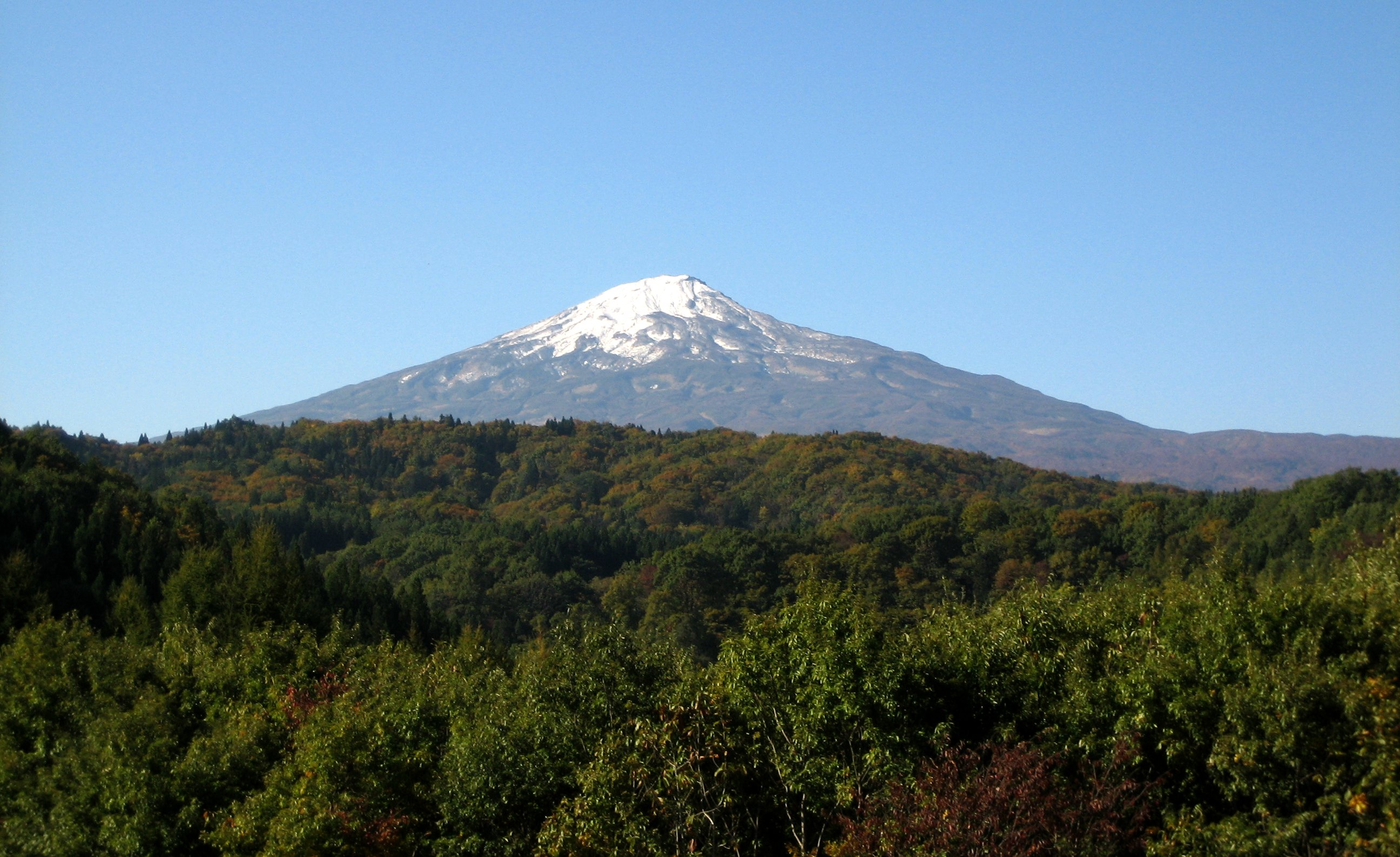
霊峰 鳥海山

鳥海修験（ちょうかいしゅげん）は、山形県と秋田県に跨る鳥海山において行われた修験道。古代より神そのものとされた鳥海山は、登山口ごとに修験が発展していった。

## 解説
以下、修験道の概要も交えながら、鳥海修験について解説する（ 修験道 も参照のこと）。
修験道は役小角（役行者とも）が創始したと言われる。『鳥海山信仰史』によれば、役小角は静寂清浄な場所、更に雄大な山には神が存在すると認め、そこを修行の地とした。
修験の作法には順峯と逆峯があるが、熊野山（和歌山県）から大峯山に入って吉野山（奈良県）へ出る修行を順峯と言う。これとは逆に、吉野山から大峯山に入って熊野山へ出る修行を逆峯と言う。
なお、『鳥海山信仰史』では修験には、以下のような2派が存在すると述べている。
- 本山派 ： 天台宗系 （本山は聖護院）、熊野派、順峯
- 当山派 ： 真言宗系 （本山は醍醐三宝院）、吉野派、逆峯

鳥海山の場合、宗派と入峯の順逆が必ずしも上記とは一致しない。『出羽三山と修験道　戸川安章著作集Ⅰ』では、地理的な理由から、ある程度早く開けた登山口を表口、遅く開けた登山口を裏口と呼び、表口からの入峯を順峯、裏口からの入峯を逆峯とした例が出羽三山にも見られることから、鳥海山でも同様に順峯と逆峯が称されたのではないか、と述べている。なお、『鳥海山史』では、『矢島史談』にある春の修行を順峯、秋の修行を逆峯と呼ぶ説を紹介している。
古来より鳥海山は神の山とされたが、神仏習合思想により本地垂迹説がもたらされると、薬師如来（薬師瑠璃光如来）が日本の鳥海山に鎮座する大物忌神となり民衆を救済する、という前提から鳥海山大権現が現れたとされ、鳥海山は神の御座す修行の場となり、矢島・小滝・吹浦・蕨岡などの主要登山口に修験者が集うようになった。『出羽三山と修験道　戸川安章著作集Ⅰ』によれば、本地は薬師瑠璃光如来、垂迹は豊玉姫命だとされていた。
『山形県史　通史編第1巻　原始・古代・中世編』では、蕨岡が鳥海修験の一拠点となった時期は吹浦に神宮寺が置かれた頃と推測し、『鳥海山史』では、吹浦・蕨岡よりも矢島方面の修験道が相当古い由緒を持っていると推測しているが、峰々の曼荼羅化や入峰方式が確立される経緯や、各登山口にいつから修験者が住み着いたか等については、史料が欠けており不詳である。やがて、各登山口の修験者は、諸事情から対立を深めていった。
『鳥海山信仰史』では、各登山口に関する『飽海郡誌』の一説を紹介している。それによれば、吹浦は大物忌神を祀って重きを社頭に置き、蕨岡は鳥海山大権現の学頭別当として直接に山上に奉仕して全山の支配権を享有していたのだと言い、同書ではこの記事を真実であると紹介している。また、棟札などの資料から見ると、鳥海山登拝修行道者を先達するところの鳥海山開発経営は矢島、小滝、蕨岡の3つの登山口の修験によって行われ、吹浦の修験は伝統により神領に頼った専ら社前（両所宮、神宮寺）の加持祈祷のみに収入を求めたと見られる、と述べている。
『鳥海山史』によれば、修験は天台宗系の本山派と真言宗系の当山派に分かれて対立を深めていたため、江戸幕府は慶長18年（1613年）に修験道法度を定めて統制を試みたが失敗したので、本山派と当山派のどちらかに属さねばならないとする統制を試みたと言う。さらに『出羽三山と修験道　戸川安章著作集Ⅰ』によれば、幕府は慶長19年（1614年）に天台宗を宗教上の第1位とする宗教政策を敷いた。
『鳥海山史』では、修験道法度の制定に対応し、羽黒山では独立を保つため一山全てを天台宗としたに対し、鳥海山では、各登山口が系統を異にして発達した関係で、いまだ本山派と当山派に分かれたままだったと述べている。さらに同書では、その状況を示すものとして、江戸時代に修験者同士の争いが矢島藩と庄内藩を巻き込んだ「嶺境論争」を例に挙げている。すなわち、「嶺境論争」は単なる山争いの問題ではなく、各々その系統や成立を異にした歴史的立場を主張したため、争いを激化させたと考察している。
明治元年（1868年）新政府は神仏分離令を発布、明治5年（1872年）には修験禁止令が出されたため、鳥海山から修験者の姿は消え、現在は全くみられなくなった。『出羽三山と修験道　戸川安章著作集Ⅰ』では、鳥海修験の崩壊から1世紀以上が経ち、生き残りの修験者も姿を消して資料も散逸したため、鳥海修験の調査研究は困難を極めるとしている。

## 鳥海修験の拠点
- 吹浦口

現在地：山形県飽海郡遊佐町　社名：鳥海山大物忌神社　別当：神宮寺　入峯：順峯
出羽国府の北進に伴い、飽海郡に月山神と大物忌神が勧請され、やがて神宮寺が設置された。この神宮寺が吹浦口の創始と言われ、『飽海郡誌』によれば宗徒25坊と社家3戸があったとされる。蕨岡との「牛王印に関する論争」が起こった際に取り交わした明暦元年（1655年）の『取替手形』によれば、元は天台宗であったが、いつの頃からか真言宗となり、羽黒山が一山そろって天台宗に宗旨替えした際に慶安3年（1650年）天台宗に宗旨替えをしたのだと言う。『出羽三山と修験道　戸川安章著作集Ⅰ』によれば、はっきりとはしないが吹浦は南北朝時代以後に羽黒山末寺となり、本寺に合わせて慶安3年（1650年）天台宗になったが、宝永年間に護持院の末寺になって真言宗に替わったのだと言う。また同書によれば、官寺として出発した吹浦は、蕨岡に比べて修験色が薄く、社前での奉仕に重きが置かれていたのだと言う。このため、他の登山口の修験者が鳥海山へ入峯して出世できたのに対し、吹浦の修験者は羽黒山へ入峯し、その補任を受けていた。
- 蕨岡口

現在地：山形県飽海郡遊佐町　社名：鳥海山大物忌神社　別当：龍頭寺　入峯：順峯
蕨岡に修験者が入った時期は不詳であるが、山頂の薬師堂（現在の鳥海山大物忌神社の山頂御本社）の鍵を有していた杉沢村の修験2坊を吸収し、江戸時代には33坊（あるいは32坊）を擁する一大勢力となった。吹浦との「牛王印に関する論争」が起こった際に取り交わした明暦元年（1655年）の『取替手形』によれば、元より真言宗であったと言う。真言宗であれば吉野派逆峯と言うことになるが、鳥海山において順峯と称した。さらに明暦元年（1655年）の『取替手形』によれば、慶安4年（1651年）に天台宗式で行われた上野萬部御経へ、一山全てが天台宗となった羽黒山本寺の指図で出席したが、真言宗より改宗は行わなかった。この様に羽黒山末寺であった蕨岡であるが、『出羽三山と修験道　戸川安章著作集Ⅰ』によれば貞享元年（1684年）に羽黒山を離れ醍醐三宝院の末寺となっている。
- 小滝口

現在地：秋田県にかほ市　社名：金峰神社　別当：龍山寺　入峯：順峯
江戸時代中期には9坊を擁した。『鳥海山信仰史』では貞享5年（1688年）7月5日付の龍山寺宛文書の内容から、三宝院末寺の真言宗であったと推測している。また同書では、鳥海山の開発経営は蕨岡、矢島、小滝の3口で行われたと述べている。
- 滝沢口

現在地：秋田県由利本荘市　社名：森子大物忌神社　別当：龍洞寺　入峯：逆峯
慶長の頃、矢島口と当山派逆峯系統に関する争いを起こしたが、元禄14年（1701年）8月16日に三宝院から蕨岡に出された書状の内容から再度両者間で争いが起こったことがわかる。現在、滝沢の郷土史に龍洞寺の痕跡は認められないが、この理由を『鳥海山史』では矢島との争いに敗れて立場を失ったからではないか、と推測している。
- 矢島口

現在地：秋田県由利本荘市　社名：木境大物忌神社　別当：福王寺　入峯：逆峯
『鳥海山史』では、矢島修験に伝わる『鳥海山大権現縁起』と由利本荘市矢島町の開山神社に伝わる『開山神社縁起』の記述から、矢島口山道は嘉祥3年（850年）に美濃国から来た比良衛と多良衛の兄弟によって開拓されたと考察している。延宝6年（1678年）9月12日に矢島から蕨岡へ出された『差上申し証書』では、矢島は開山以来の逆峯真言系であると述べており、その開基を聖宝が貞観12年（870年）に開いたものとしている。江戸時代中期には18坊を擁した。『出羽三山と修験道　戸川安章著作集Ⅰ』では、鳥海山山頂の御堂に納められた棟札の記載を比較すると、元和4年（1618年）の棟札では滝沢逆院主の宗徒となっていた矢島が、天和2年（1682年）の棟札では滝沢より上位に記載されていることから、この時期に逆峯方における矢島と滝沢の立場が逆転したと述べている。勢いに乗る矢島は、元禄14年（1701年）に山頂御堂の建替え話が出ると、これを独力で行うことで山上の支配権を掌握しようと考え、蕨岡に「御堂立替の論争」を挑むが敗北する。さらに、領内の百姓から訴え出る形で蕨岡へ「嶺境論争」をしかけたが、江戸幕府の裁定で敗訴している。
- 院内口

現在地：秋田県にかほ市　社名：七高神社　別当：極楽寺
『鳥海山史』では宗旨を修験であったと推測しているが、元禄2年（1689年）7月の仁賀保大和守へ宛てた『差上申一札之事』において高野山心南院の配下であると述べていることから、矢島口とは系統が別であったと考察している。別当の極楽寺は近世に廃れたと伝えられる。